# Golf (datorspel)
Golf är ett datorspel, som 1984 släpptes i Japan till Nintendo Family Computer, och 1985 till NES i västvärlden. Den mustaschprydde manlige golfspelaren påminner om Mario.